# Cithaeronidae
Los citerónidos (Cithaeronidae) son  una familia de arañas araneomorfas, que forman parte de los gnafosoideos (Gnaphosoidea), una superfamilia formada por siete familias entre las que destacan por su número de especies Gnaphosidae y Prodidomidae.

## Distribución
El género Inthaeron es propio de India, y Cithaeron se encuentra a África, India, parte de Eurasia y Australia.

## Sistemática
Con la información recogida hasta el 31 de diciembre de 2011, esta familia cuenta con 7 especies descritas comprendidas en 2 géneros:
- Cithaeron O. P.-Cambridge, 1872
- Inthaeron Platnick, 1991